# Lepidosaphes glaucae
Lepidosaphes glaucae är en insektsart som beskrevs av Takahashi 1932. Lepidosaphes glaucae ingår i släktet Lepidosaphes och familjen pansarsköldlöss. Inga underarter finns listade i Catalogue of Life.